# Rojden, Burgas
Rojden (în bulgară Рожден) este un sat în comuna Ruen, regiunea Burgas,  Bulgaria. 

## Demografie
Componența etnică a satului Rojden
     Turci (98,81%)
     Bulgari (1,18%)
     Nicio identificare (0%)
     Altele (0%)
La recensământul din 2011, populația satului Rojden era de 421 locuitori. Din punct de vedere etnic, majoritatea locuitorilor (98,81%) erau turci, cu o minoritate de bulgari (1,18%). Pentru 0% din locuitori nu este cunoscută apartenența etnică.